# باگماتی (فیلم ۲۰۰۵)
باگماتی (به هندی: Bhagmati) فیلمی هندی محصول سال ۲۰۰۵ و به کارگردانی آشوک کائول است. در این فیلم بازیگرانی همچون تابو، میلیند سمان، ماهیما چودری و هما مالینی ایفای نقش کرده‌اند.